# Ярославский государственный университет
Ярославский государственный университет им. П. Г. Демидова (ЯрГУ им. П. Г. Демидова, также известен как Демидовский университет) — государственное высшее учебное заведение Верхне-Волжского региона, находящееся в городе Ярославль. Основан в 1970 году. Считает себя преемником Ярославского государственного университета (1918—1924) и Демидовского юридического лицея, основанного в 1803 году. В апреле 2017 года стал одним из региональных опорных университетов.
ЯрГУ им. П. Г. Демидова насчитывает 10 факультетов и Университетский колледж, на которых обучается более 7 000 студентов по 70 специальностям и направлениям. В 2014 году агентство «Эксперт РА» в списке лучших высших учебных заведений Содружества Независимых Государств присвоило вузу рейтинговый класс «Е». Ярославский государственный университет вошел в первую сотню лучших вузов страны.

## История

### Предыстория
Началом своей истории ЯрРУ им. П. Г. Демидова считает 1803 год, когда на средства, пожертвованные П. Г. Демидовым, было основано Ярославское Училище высших наук — впоследствии Демидовский юридический лицей.

21 января 1919 года В. И. Ленин подписал декрет, который гласил: 
В ознаменование Октябрьской революции 1917 г, раскрепостившей трудящиеся массы от политического, экономического и духовного гнета со стороны имущих классов и открывшей им широкие пути к источникам знания и культуры, учредить государственные университеты в городах Костроме, Смоленске, Астрахани и Тамбове и преобразовать в государственные университеты бывшие Демидовский юридический лицей в Ярославле и педагогический институт в Самаре. Сроком открытия университетов считать день первой годовщины Октябрьской революции — 7 ноября 1918 г.
В 1924 году в связи с так называемым «общим урегулированием сети высших учебных заведений», вызванным финансовыми трудностями в стране, университет был закрыт.

### Современная история
Открытие современного университета состоялось в 1970 году, в год 100-летия В. И. Ленина, по инициативе первого секретаря Ярославского обкома КПСС Ф. И. Лощенкова. В январе 1970 года университету приобрели и передали учебное здание технологического института в самом центре Ярославля (бывшее здание Ярославской мужской гимназии), ставшее главным корпусом вуза. В центре же города выделили и второе здание — под учебные цели и для размещения библиотеки — здание школы № 34 имени Пирогова — бывший Дом призрения ближнего на Крестьянской улице (ныне улица Андропова). Первым ректором вновь открытого университета стал Л. В. Сретенский по решению обкома КПСС, принятому в декабре 1969 года. В 1970 году первые 300 студентов были зачислены на Факультет естественных и экономических наук и Факультет истории, психологии и права.
В 1995 году Ярославскому государственному университету было присвоено имя учёного-натуралиста и мецената П. Г. Демидова. К 2007 году университет подготовил уже более 20 тысяч специалистов.

## Рейтинги
В 2014 году агентство «Эксперт РА», включило ВУЗ в список лучших высших учебных заведений Содружества Независимых Государств, где ему был присвоен рейтинговый класс «Е».

## Факультеты
В 1970 во вновь открытом университете началось обучение по шести специальностям: физика, математика, бухгалтерский учёт, планирование промышленности, правоведение и психология. Приказ Министра высшего и среднего специального образования РСФСР № 652 от 30.12.1970 года определил в составе университета семь факультетов: математический, физический, биологический, экономический, юридический, исторический и психологический. Однако долгое время многие факультеты состояли из двух или более смежных дисциплин, так, например, существовал факультет психологии и права (до 1971), факультет истории и права (до 1987), факультет психологии и биологии (до 1981), физический и математический факультет (до 1976). На сегодняшний день в Демидовском университете насчитывается 11 факультетов и 55 кафедр:
Кафедры:
- Кафедра анатомии
- Кафедра биохимии и молекулярной биологии
- Кафедра ботаники и микробиологии
- Кафедра морфологии
- Кафедра общей и биоорганической химии
- Кафедра физиологии человека и животного
- Кафедра экологии и зоологии

Кафедры:
- Кафедра иностранных языков

Кафедры:
- Кафедра вычислительных и программных систем
- Кафедра дискретного анализа
- Кафедра информационных и сетевых технологий
- Кафедра компьютерных сетей
- Кафедра теоретической информатики

Кафедры:
- Кафедра всеобщей истории
- Кафедра отечественной средневековой и новой истории
- Кафедра новой и новейшей истории
- Кафедра новейшей отечественной истории
- Кафедра рекламы и связей с общественностью
- Кафедра регионоведения и туризма

Кафедры:
- Кафедра дифференциальных уравнений
- Кафедра математического анализа
- Кафедра математического моделирования
- Кафедра общей математики
- Кафедра теории функций и функционального анализа
- Кафедра алгебры и математической логики
- Кафедра компьютерной безопасности и математических методов обработки информации
- Кафедра прикладной математики и информатики

Кафедры:
- Кафедра общей психологии
- Кафедра педагогики и педагогической психологии
- Кафедра психологии труда и организационной психологии
- Кафедра социальной и политической психологии
- Кафедра консультационной психологии

Кафедры:
- Кафедра социальных технологий
- Кафедра истории России
- Кафедра философии и культурологии
- Кафедра экономической теории и социально-экономической политики
- Кафедра социально-политических теорий
- Кафедра социологии

Кафедры:
- Кафедра общей и экспериментальной физики
- Кафедра теоретической физики
- Кафедра радиофизики
- Кафедра динамики электронных систем
- Кафедра микроэлектроники
- Кафедра нанотехнологий в электроники
- Кафедра радиотехнических систем
- Лаборатория моделирования физических процессов

Кафедры:
- Кафедра общей и прикладной филологии

Кафедры:
- Кафедра экономического анализа и информатики
- Кафедра управления и предпринимательства
- Кафедра финансов и кредита
- Кафедра бухгалтерского учета и аудита
- Кафедра мировой экономики и статистики

Кафедры:
- Кафедра теории и истории государства и права
- Кафедра гражданского права и процесса
- Кафедра трудового и финансового права
- Кафедра социального и семейного законодательства
- Кафедра уголовного права и криминологии
- Кафедра уголовного процесса и криминалистики

А также Университетский колледж.

## Другие структурные подразделения
- Научная библиотека
- Кафедра иностранных языков
- Отдел международных связей
- Центр трудоустройства
- Центр новых информационных технологий
- Технический центр
- Центр «Интернет»
- Медиа лаборатория
- Центр университетского телевидения
- Центр коллективного пользования научным оборудованием

## Здания
| Корпус                  | Адрес                        | Что находится                                                  | Координаты                                 | Фотография |
| ----------------------- | ---------------------------- | -------------------------------------------------------------- | ------------------------------------------ | ---------- |
| I                       | Улица Советская, 14          | Администрация и Физический факультет                           | 57°37′58″ с. ш. 39°53′14″ в. д.            |            |
| II                      | Улица Кирова, 8/10           | Физический факультет и приемная комиссия                       | 57°37′35″ с. ш. 39°53′23″ в. д.            |            |
| III                     | Улица Советская, 10          | Исторический факультет и Факультет социально-политических наук | 57°37′52″ с. ш. 39°53′25″ в. д.            |            |
| IV                      | Проезд Матросова, 9          | Факультет психологии и Факультет биологии и экологии           | 57°34′27″ с. ш. 39°51′26″ в. д.            |            |
| V                       | Проспект Октября, 17г        | Физический факультет и Научные лаборатории                     | 57°37′58″ с. ш. 39°52′37″ в. д.            |            |
| VI                      | Улица Комсомольская, 3       | Экономический факультет                                        | 57°37′30″ с. ш. 39°53′04″ в. д.            |            |
| VII                     | Улица Союзная, 144           | Факультет ИВТ и Факультет Математики                           | 57°37′18″ с. ш. 39°55′33″ в. д.            |            |
| VIII                    | Улица Собинова, 36а          | Юридический факультет                                          | 57°37′34″ с. ш. 39°52′51″ в. д.            |            |
| IX                      | Проспект Ленина, 2А (3 этаж) | Факультет филологии и коммуникации                             | - широта: 57.6438520 - долгота: 39.8830850 |            |
| Университетский колледж | Улица Слепнева, 14б          | Университетский колледж                                        |                                            |            |
| Библиотека              | Улица Полушкина роща, 1      | Библиотека и Спортзал                                          | 57°38′43″ с. ш. 39°52′37″ в. д.            |            |

## Ректоры
- Сретенский, Лев Владимирович — 1970—1983
- Миронов, Герман Севирович — 1983—2005
- Русаков, Александр Ильич — 2005—2022
- Кащенко, Сергей Александрович — врио ректора с 15 сентября по 29 сентября 2022
- Иванчин, Артём Владимирович — и.о. ректора с 29 сентября 2022, ректор с 20.06.2023—настоящее время

## Известные студенты и выпускники
- Верховцев Юрий Валентинович (экс-прокурор Смоленской и Ярославской областей)
- Мизулина, Елена Борисовна (государственный и политический деятель, депутат Государственной Думы IV созыва)
- Урлашов, Евгений Робертович (мэр Ярославля) — выпускник 1998 г.
- Рудкин, Юрий Дмитриевич (юридический и политический деятель).
- Дружинин, Владимир Николаевич (психолог)
- Иерусалимский, Юрий Юрьевич (историк, выпускник 1981 года)